# Klasea
Klasea är ett släkte av korgblommiga växter. Klasea ingår i familjen korgblommiga växter.

## Bildgalleri

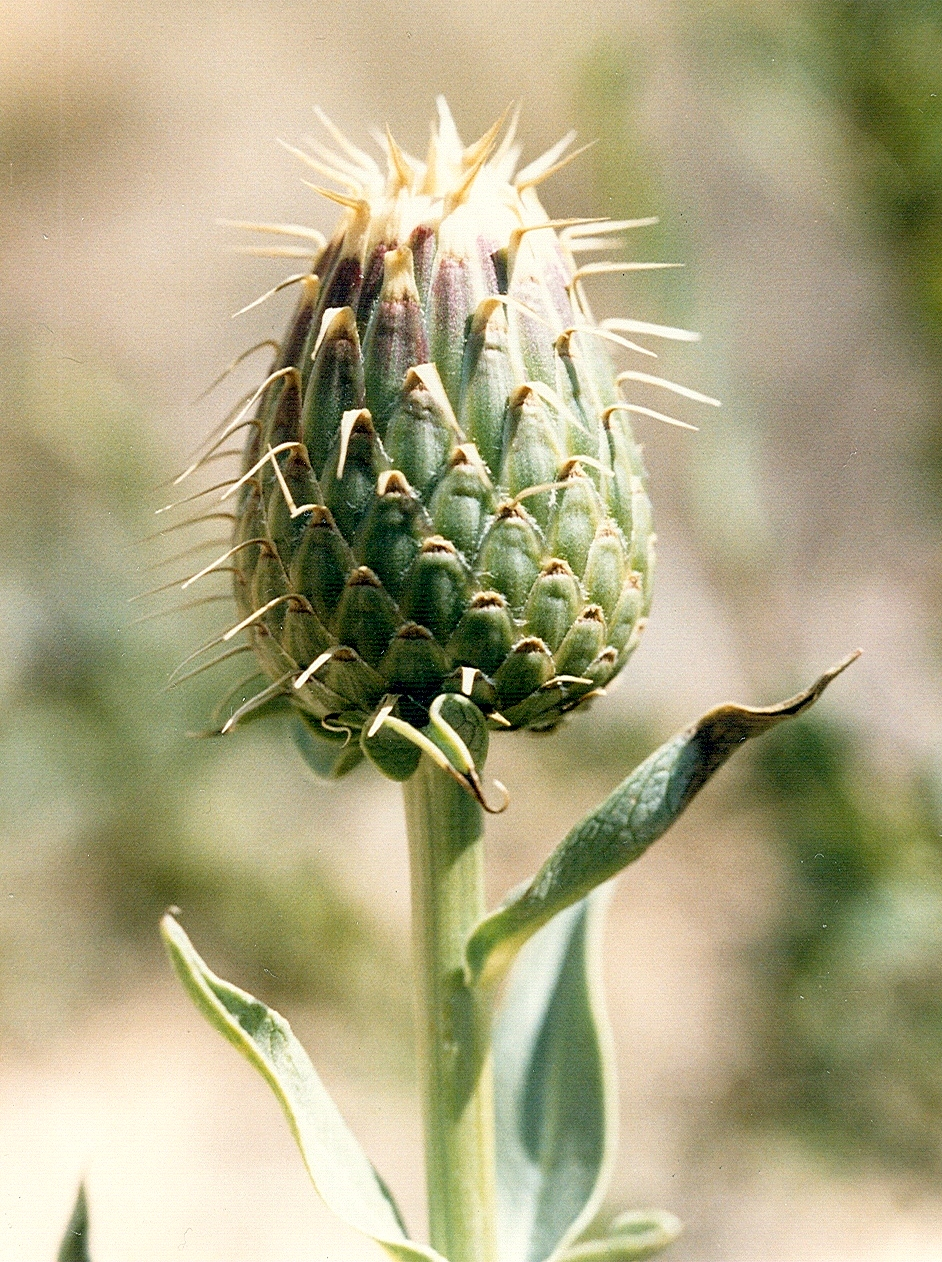

## Dottertaxa tillKlasea, i alfabetisk ordning[1]
- Klasea alcalae
- Klasea aznavouriana
- Klasea baetica
- Klasea bornmuelleri
- Klasea bulgarica
- Klasea cardunculus
- Klasea caucasica
- Klasea cerinthifolia
- Klasea coriacea
- Klasea cretica
- Klasea erucifolia
- Klasea flavescens
- Klasea grandifolia
- Klasea hakkiarica
- Klasea haussknechtii
- Klasea integrifolia
- Klasea kotschyi
- Klasea kurdica
- Klasea lasiocephala
- Klasea legionensis
- Klasea lycopifolia
- Klasea mouterdei
- Klasea nudicaulis
- Klasea oligocephala
- Klasea pinnatifida
- Klasea pusilla
- Klasea quinquefolia
- Klasea radiata
- Klasea serratuloides